# Palácio Nacional (Haiti)

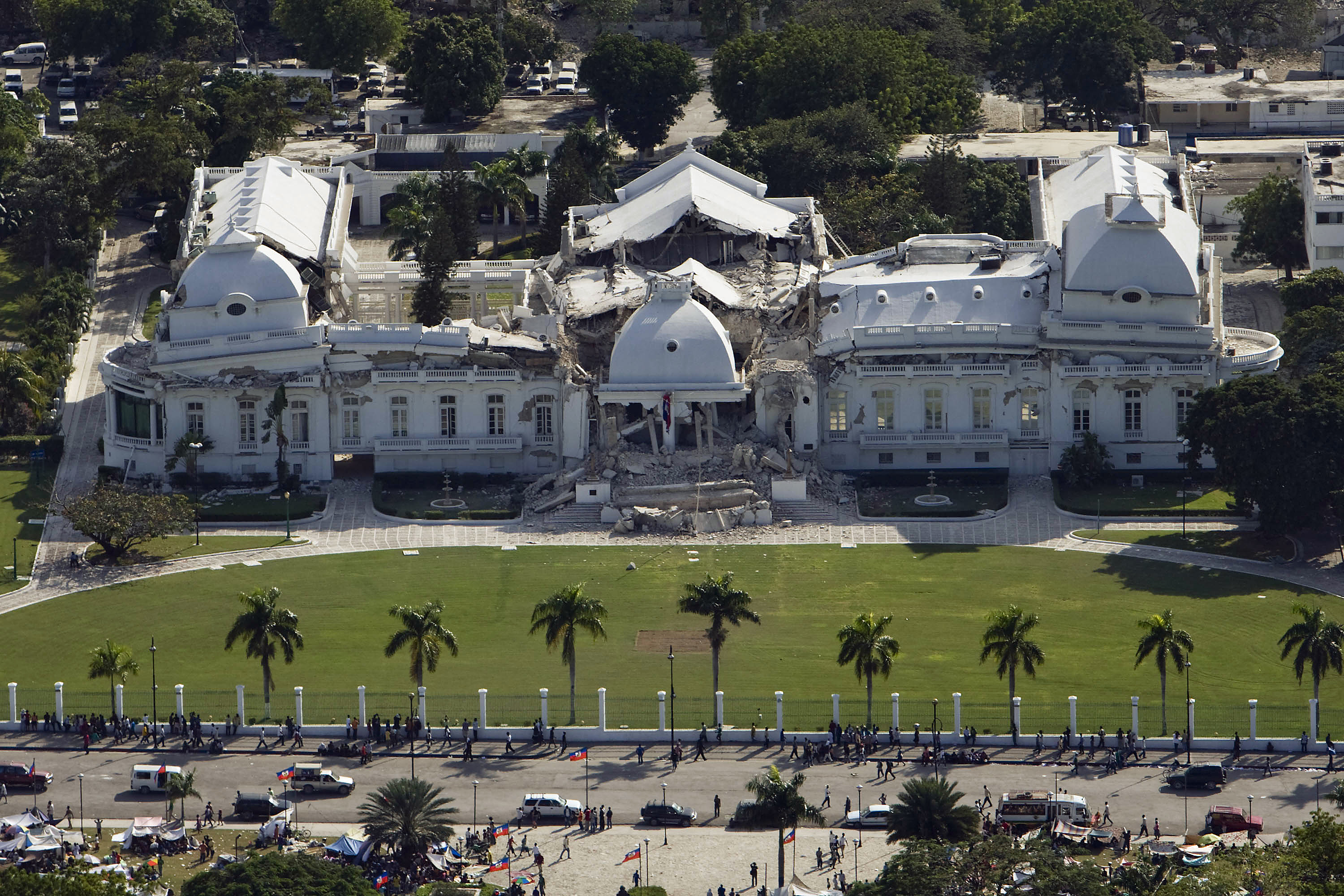
Situação do palácio após o terremoto de 2010.

O Palácio Nacional do Haiti (em francês Palais national ou Palais présidentiel) foi a residência oficial do Presidente do Haiti, localizado em Porto Príncipe, próximo à Place L'Ouverture. O edifício foi uma das construções danificadas severamente durante o terremoto de 2010, que arrasou a capital do país.

## História
O Palácio Nacional original construído no mesmo local, foi destruído durante uma rebelião em 1869. Posteriormente, em 1912, foi novamente destruído em uma explosão da parte inferior, matando o então presidente Cincinnatus Leconte, que estava no cargo há um ano e um dia. A família do presidente, no entanto, escapou sem feridas. O palácio nacional teve sua demolição concluída dia 12/09/2012, um novo palácio com as mesmas características será construído no local.
O atual Palácio Nacional foi construído em 1918 e desenhado por Georges Baussan, um famoso arquiteto haitiano. Como outras construções públicas do Haiti, o Palácio Nacional foi construído com influências da arquitetura Beaux-Arts, neoclássica e renascentista francesa, assemelhando-se à arquitetura na França e em suas colônias durante o século XIX. Antes do terremoto de 12 de janeiro de 2010, o Palácio Nacional tinha três níveis e sua entrada possuía um pórtico com quatro colunas jônicas. O teto tinha três cúpulas, assim como um número de sótãos, todo pintado de branco.